# Chmod
chmod (від англ. change mode) — утиліта UNIX-подібних операційних систем. Використовується для зміни прав на файли та каталоги. Є дві варіації запису прав: числова та символьна. Права ставляться для трьох типів користувачів:
1. Безпосередньо сам користувач (u);
2. Група (g);
3. Всі інші (o);

Повна символьна форма прав виглядає так:
```
-rwxrwxrwx
drwxr-xr-x
```

де перші 3 символи показують права для користувача; наступні 3 — для групи; останні 3 — для всіх інших. Перший символ «-» показує, що це файл. Перша літера «d» показує, що це каталог. Якщо знак «-» стоїть не на початку символьної форми прав, це означає, що права відсутні (в числовій формі відповідає 0).
Далі показано права в символьній формі та їх відповідник у числовій формі (у дужках «()»):
```
r (4) - показує право на читання;
w (2) - показує право на запис;
x (1) - показує право на виконання;
```

Приклад переведення з символьної форми в цифрову:
```
u   g   o
7   5   3
rwx r-x -wx
```

```
rwx = 4+2+1 =7
r-x = 4+0+1 =5
-wx = 0+2+1 =3
```

## Використання команди chmod
```
chmod [Опції] Права Файли...
```

Опції:
```
[-R], [--recursive] - Змінює права рекурсивно;
[-f], [--silent]    - приховувати більшість повідомлень про помилки;
[-v], [--verbose]   - виводити діагностичне повідомлення для кожного обробленого файлу;
[-c], [--changes]   - як verbose, але повідомляється тільки, якщо зміни відбулися;
[--help]            - показати цю довідку та вийти;
[--version]         - показати інформацію про версію програми та вийти;
```

Таблиця для визначення числового коду для прав:
| Дозвіл    | Власник | Група | Інші |
| --------- | ------- | ----- | ---- |
| Читання   | 400     | 40    | 4    |
| Запис     | 200     | 20    | 2    |
| Виконання | 100     | 10    | 1    |

Для прикладу, потрібно дозволити повний доступ (читання, запис та виконання) для власника, для групи та інших дозволити лише читання та виконання. Рахуємо суму чисел записаних в відповідних комірках таблиці:
```
400+200+100+40+10+4+1=755
```

Для застосування команди chmod:
```
# chmod 
0
755 index.html
```

Змінює права на 755 (rwxr-xr-x) для файлу index.html

## Популярні значення
400 (-r--------)Власник має право читання; ніхто інший не має права виконувати ніякі дії
644 (-rw-r-r-)Усі користувачі мають право читання; власник може редагувати
660 (-rw-rw----)Власник і група можуть читати і редагувати, решта не мають права виконувати ніякі дії
664 (-rw-rw-r-)Усі користувачі мають право читання; власник і група можуть редагувати
666 (-rw-rw-rw-)Усі користувачі можуть читати і редагувати
700 (-rwx------)Власник може читати, записувати і запускати на виконання; ніхто інший не має права виконувати ніякі дії
744 (-rwxr-r-)Кожен користувач може читати, власник має право редагувати та запускати на виконання
755 (-rwxr-xr-x)Кожен користувач має право читати і запускати на виконання; власник може редагувати
777 (-rwxrwxrwx)Кожен користувач може читати, редагувати та запускати на виконання

## Особливості
Значеннями за замовчуванням є:
- Для файлів: 644 (-rw-r-r-)
- Для каталогів: 755 (drwxr-xr-x)

Так відбувається тому, що прапор «виконання» діє по-різному на файли і каталоги. Для каталогу він означає можливість увійти в нього.
Наприклад, можна зробити з командного рядка: Ця команда виконає рекурсивне застосування правил для всіх файлів у каталозі «/home/test», а також для всіх файлів у всіх підкаталогах:
```
#
 find /home/test -type f -exec chmod 644 {} \;
```

Ця команда виконає рекурсивне застосування правил для всіх каталогів у каталозі «/home/test», а також для всіх каталогів у всіх підкаталогах:
```
#
 find /home/test -type d -exec chmod 755 {} \;
```

Того ж результату можна досягти і без використання find (зверніть увагу на велику літеру X) :
```
#
 chmod -R go=rX,u=rwX /home/test
```